# Doronomyrmex pacis
Doronomyrmex pacis är en myrart som beskrevs av Heinrich Kutter 1945. Doronomyrmex pacis ingår i släktet Doronomyrmex och familjen myror. IUCN kategoriserar arten globalt som sårbar. Inga underarter finns listade i Catalogue of Life.